# Lucius Virius Lupus Iulianus
Lucius Virius Lupus Iulianus war ein römischer Politiker und Senator des 3. Jahrhunderts n. Chr.
Der Patrizier Lupus war ziemlich sicher ein Sohn des dem Kaiser Septimius Severus im Kampf um die Herrschaft treu ergebenen homo novus Virius Lupus und ein jüngerer Bruder des Lucius Virius Agricola, der im Jahre 230 Konsul war. Die Laufbahn des Lupus ist bis zur Praetur bekannt.
Lupus war trug den Ehrentitel eines sevir equitum Romanorum (Führer einer Schwadron römischer Ritter, siehe Transvectio equitum), triumvir capitalis (Vorsteher der Gefängnisse) und Legat der Provinz Lycia et Pamphylia. Nach seiner allectus inter quaestorios (Aufnahme in den Quästorenstand) wurde Lupus Prätor und 232 schließlich ordentlicher Konsul.